# China Relief Expedition Medal
La China Relief Expedition Medal (Medaglia della spedizione di soccorso in Cina) è una medaglia commemorativa delle United States armed forces, fu istituita dal Department of the Navy che il 27 giugno 1908 emise i General Orders n. 81 con i quali la medaglia fu autorizzata per il personale della United States Navy e n. 82 con i quali fu autorizzata per gli United States Marines, come riconoscimento per il servizio nella China Relief Expedition, condotta dagli Stati Uniti al volgere del XX secolo per sedare la Ribellione dei Boxer.

## Eleggibilità
La China Relief Expedition Medal venne assegnata al personale della Marina e dei Marines che avevano preso parte alla China Relief Expedition prestando servizio in territorio cinese tra il 24 maggio 1900 ed il 27 maggio 1901 o a bordo di una delle undici navi che operarono in appoggio alla spedizione:
- Brooklyn tra il 7   luglio 1900 ed il 12 ottobre 1900
- Buffalo tra il 3   agosto 1900 ed il 6   agosto 1900
- Iris tra il 29 giugno 1900 ed il 24 luglio 1900
- Monocacy tra il 14 giugno 1900 ed il 27 maggio 1901
- Nashville tra il 18 giugno 1900 ed il 7 settembre 1900
- New Orleans tra il 14 settembre 1900 ed il 27 maggio 1901
- Newark tra il 27 maggio 1900 ed il 22 luglio 1900
- Solace tra il 18 giugno 1900 ed il 29 luglio 1900
- Wheeling tra il 5   aprile 1900 ed il 1º  maggio 1900
- Yorktown tra il 15 giugno 1900 ed il 10 settembre 1900
- Zafiro tra il 10 luglio 1900 ed il 11 ottobre 1900

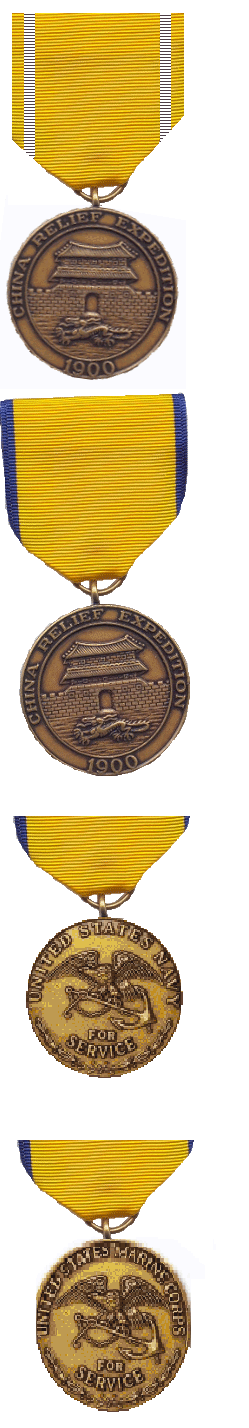
Le due versioni della medaglia.

## Insegne

### Medaglia
La medaglia, che fu disegnata da Rudolf Freund (1878-1960), è costituita da un disco di bronzo del diametro di un pollice ed 1/4 recante:
sul drittonel centro una porta cittadina in stile cinese di fronte alla quale vi è un drago di profilo; sul contorno, in alto la dicitura "CHINA RELIEF EXPEDITION", in basso il millesimo "1900" oppure "1901": questa differenza è dovuta al fatto che, dopo che le prime 400 medaglie furono coniate con il millesimo "1901", il conio utilizzato si danneggiò e dovette essere rimpiazzato con uno nuovo che, però, aveva il millesimo "1900" che quindi appare su tutti gli esemplari successivi.
sul rovescio
nel centro è raffigurata un'àncora con la sua catena stretta tra gli artigli di un'aquila con le ali spiegate, il tutto sopra la scritta "FOR SERVICE"; sul contorno: in basso un ramo di quercia a sinistra ed uno di alloro a destra legati alla base, posti sotto la dicitura: "UNITED STATES NAVY" oppure "UNITED STATES MARINE CORPS".
sul contornola medaglia è stata numerata progressivamente (alla posizione delle ore 6:00) dall'originario fabbricante, la ditta Bailey, Banks and Biddle di Filadelfia, Pennsylvania.

### Nastro
Inizialmente venne adottato un nastro giallo con una sottile striscia nera, verticale, vicino ai bordi: i colori della dinastia Manciù.
Il nastro venne cambiato il 12 agosto 1913, su direttiva del Segretario alla Marina per uniformarlo a quello usato dall'Esercito per la sua versione della medaglia: la China Campaing Medal.
Quest'ultimo nastro è largo un pollice e 3/8, di color giallo oro con i bordi blu oltremare, larghi 1/16 di pollice.
La medaglia fu istituita come riconoscimento unico e non sono previste barrette o stellette per conferimenti multipli.

## Altre versioni
Lo United States Army ha una medaglia equivalente, la China Campaign Medal.
Una medaglia simile, la China Service Medal, fu istituita dalla Marina nel 1941.